# Paseas
Paseas (en griego antiguo: Πασέας) fue un pintor de cerámica ática, cuyo período creativo, entre el 525 y el 510 a. C., recae en el período de transición de la pintura de vasos de figuras negras a la de figuras rojas. Junto con el Pintor de Andócides y Psiax, es considerado el representante más importante de los artistas que demostraron su maestría en ambos estilos.

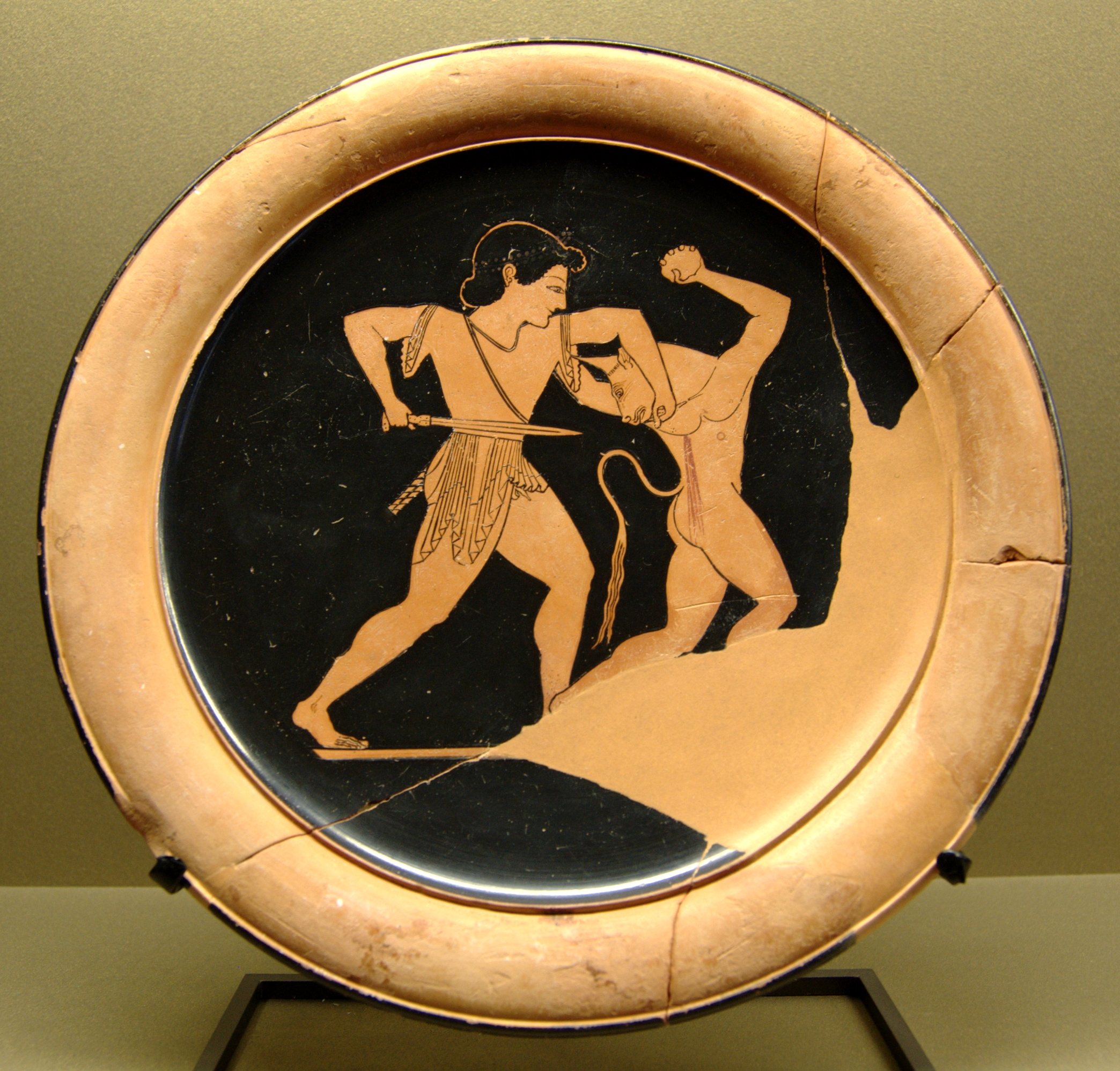
Teseo matando al Minotauro, Plato ática de figuras rojas, c. 520-510 a. C., Museo del Louvre (G 67).

En la investigación, se le conoció inicialmente por el nombre convenido de Pintor de Cerbero, antes de que se pudiera utilizar una firma para asignarle el nombre de Paseas. El nombre fue dado por una placa de figuras rojas en Boston (01.7925) en la que están representados Heracles y Cerbero.
En el antiguo estilo de figuras negras, so+lo se conocen hoy en día las tablillas de consagración de tierra blanca (pinakes), que fueron encontradas en la Acrópolis de Atenas. Atenea siempre está representada en ellos. En una de estas tablillas votivas hay una firma única del artista: ΤΟΝ ΠΑΣΕΟ ΓΡΑΜΑΤΟΝ (una de las imágenes de Paseas). En la investigación, esto se explica por el hecho de que Paseas pudo haber solicitado el prestigioso encargo de pintar un ánfora panatenaica, pero no obtuvo el encargo. Hoy en día no se conoce tal ánfora de Paseas.
Paseas fue de mayor importancia para el estilo de figuras rojas, que probablemente fue desarrollado hacía poco por el pintor de Andócides. Fue principalmente entre el 520 y el 510 a. C. que produjo sus obras, de las cuales se han conservado especialmente kílices y platos. Sus dibujos son típicos de los pintores de copas de su época. Las figuras son delicadas y a menudo tienen cabezas bastante grandes. Los ojos a menudo están muy altos y se mueven hacia adelante. Su estilo recuerda fuertemente a Psiax. En una tablilla votiva en estilo de figuras rojas aún experimenta con la antigua técnica, similar a la del pintor de Andócides. Así, las figuras femeninas aquí tienen caras blancas según la vieja costumbre. El resto de la piel queda en la sombra roja de la arcilla.
Un plato en el Museo Ashmolean de Oxford muestra una inscripción kalós para un tal Milcíades. En el arquero con el traje escita representado aquí hay probablemente una referencia al posterior estratego ateniense Milcíades, que estaba activo en Tracia en ese momento.